# 미야노사카역
미야노사카역(일본어: 宮の坂駅, みやのさかえき)은 일본 도쿄도 세타가야구에 있는 도쿄 급행 전철의 역이다. 역 번호는 SG07이다.

## 역 구조
상대식 승강장 2면 2선의 지상역이다. 이전에는 하행 승강장에서 매점이 영업했었지만 1985년 화재가 일어난 관계로 폐점되었다.

### 승강장
| 승강장 | 노선        | 방향 | 행선                    |
| ------ | ----------- | ---- | ----------------------- |
| 서     | 세타가야 선 | 하행 | 시모타카이도 방면       |
| 동     | 세타가야 선 | 상행 | 가미마치・산겐자야 방면 |

## 역 주변
- 시모타카이도 방향 승강장과 인접한 곳에, 세타가야 구 미야사카 구민 센터가 있다. 과거 세타가야 선을 달리고, 그 후 에노시마 전철에서 사용된 차량이 전시되어 있다. 이 차량은 일반 공개되어 낮에는 내부로 들어갈 수 있다.
- 인근에 세타가야하치만구가 있다. 역명은 이 신사 옆에 있는 미야사카(도쿄 도도 제427호선)에 유래한다. 이 언덕은 세타가야 선 개통 시에 일부를 헐고 원래의 길이보다 짧아지게 하였다.
- 마네키네코의 발상지라 할 고토쿠지의 근처역이다. 다만, 오다큐 전철 오다와라 선 고토쿠지 역으로의 환승은 인근의 야마시타역이 더 가깝다.

## 역사
- 1945년 7월 15일: 영업 개시.

## 사진

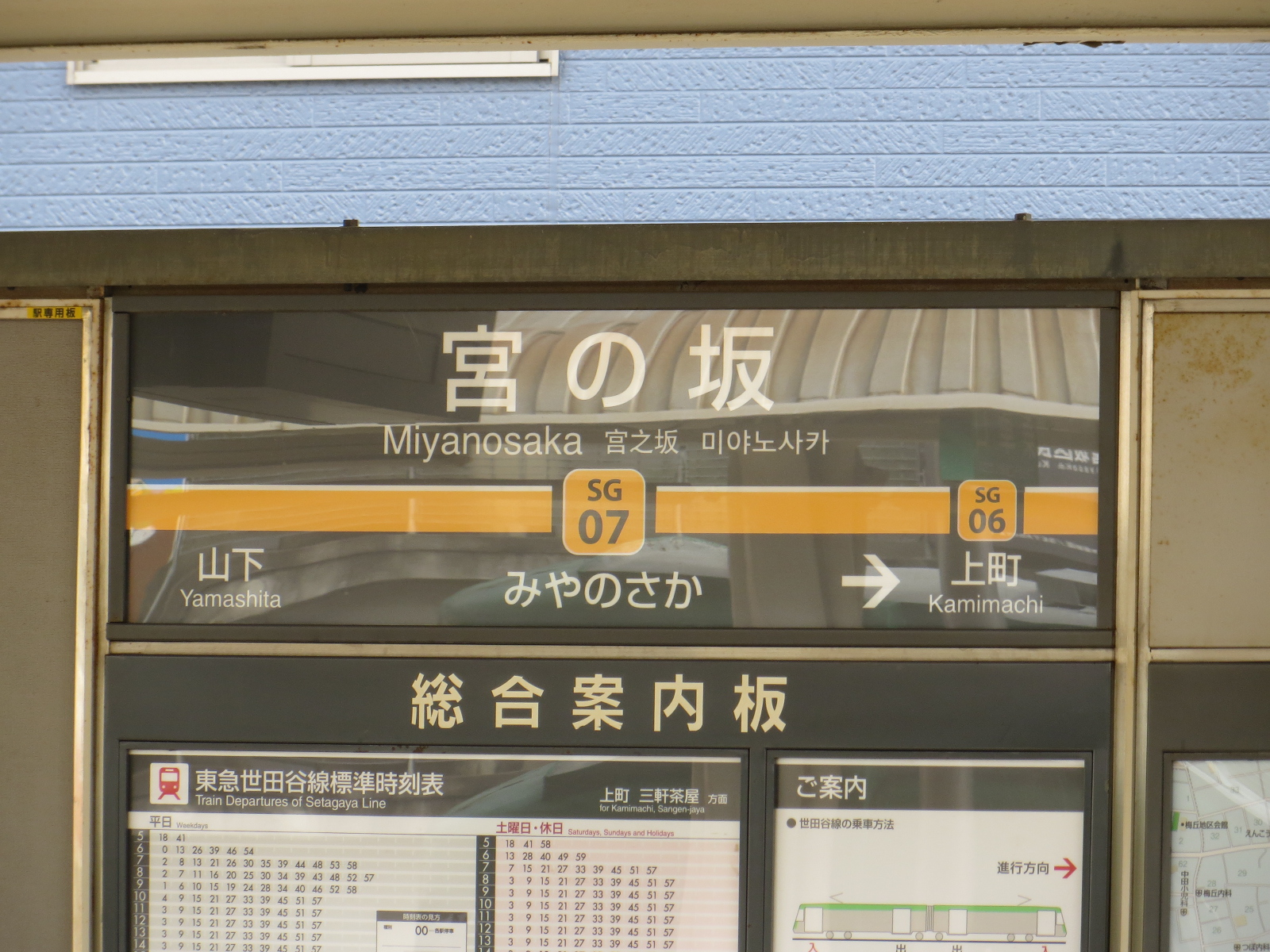
역명판

## 인접역
| 도쿄 급행 전철 세타가야 선   | 도쿄 급행 전철 세타가야 선 | 도쿄 급행 전철 세타가야 선       |
| ---------------------------- | -------------------------- | -------------------------------- |
| SG 06 가미마치 산겐자야 방면 |                            | 야마시타 SG 08 시모타카이도 방면 |